# Charles Mathews

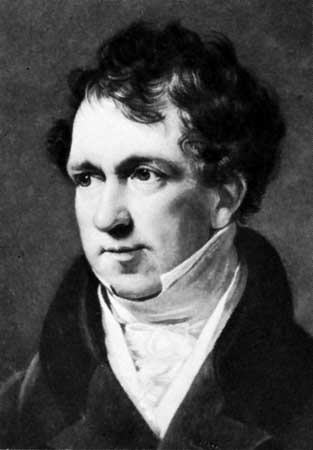
Charles Mathews

Charles Mathews (* 28. Juni 1776 in London; † 28. Juni 1835 in Plymouth) war ein englischer Schauspieler und Schriftsteller.
Charles Mathews, Sohn eines Buchhändlers, erhielt seine Schulbildung an der Merchant Talor’s School. 1794 erlangte er von seinem widerstrebenden Vater die Erlaubnis, Schauspieler zu werden, und nahm ein Engagement in Dublin an. 1803 trat er erstmals in London auf. Er spielte den Jabel in Cumberlands Stück The Jew und den Lingo in The Agreeable Surprise. Damit war ihm der Durchbruch gelungen. Ab 1818 führte er sein Stück At Home, in dem er alle Rollen spielte, im Lyceum Theatre auf. 1822 bereiste er zum ersten Mal Amerika, 1834 ein zweites Mal. Seine letzten Auftritte in New York City hatte er am 11. Februar 1835 als Samuel Coddle in Married Life und als Andrew Steward in The Lone House.
Mathews war zweimal verheiratet. Seine erste Frau, Eliza Kirkham Strong, heiratete er 1797. Nachdem Eliza 1802 gestorben war, ehelichte er 1803 die Schauspielerin Anne Jackson, die die vierbändigen Memoirs by Mrs. Mathews schrieb. Die Bücher kamen in den Jahren 1838 und 1839 heraus. Aus der Ehe mit Anne Jackson ging sein Sohn Charles James Mathews hervor. Dieser absolvierte zunächst eine Ausbildung zum Architekten, wandte sich dann aber auch der Schauspielerei und Schriftstellerei zu. Im Haymarket Theatre produzierte er 1861 wieder eine Serie von At-Home-Vorstellungen, wie sie auch sein Vater gegeben hatte.

## Werk
- Othello, The Moor of Fleet Street, 1833, neu herausgegeben von Manfred Draudt, Francke 1993, ISBN 978-3-7720-2132-9